# Ленґнішево
Ленґнішево (пол. Lęgniszewo) — село в Польщі, у гміні Ґоланьч Вонґровецького повіту Великопольського воєводства.
Населення — 113 осіб (2011).
У 1975-1998 роках село належало до Пільського воєводства.

## Демографія
Демографічна структура станом на 31 березня 2011 року:
|          | Загалом | Допрацездатний вік | Працездатний вік | Постпрацездатний вік |
| -------- | ------- | ------------------ | ---------------- | -------------------- |
| Чоловіки | 63      | 16                 | 39               | 8                    |
| Жінки    | 50      | 9                  | 33               | 8                    |
| Разом    | 113     | 25                 | 72               | 16                   |